# Larry James
Larry James (Estados Unidos, 6 de noviembre de 1947-6 de noviembre de 2008) fue un atleta estadounidense, especializado en la prueba de 4x400 m en la que llegó a ser campeón olímpico en 1968.

## Carrera deportiva
En los JJ. OO. de México 1968 ganó la medalla de oro en los relevos 4x400 metros, con un tiempo de 2:56.16 segundos que fue récord del mundo, llegando a meta por delante de Kenia (plata) y Alemania Occidental (bronce), siendo sus compañeros de equipo: Vincent Matthews, Ronald Freeman y Lee Evans.